# Једногодишња биљка
Једногодишња биљка (такође терофита) је животна форма биљке чији животни циклус траје један вегетациони период, односно завршава се у току једне године.

## Карактеристике
Једногодишње биљке одликује знатни удео надземног фотосинтетичког ткива у односу на укупну фитомасу. То значи да и производе знатну биомасу, коју по правилу не одлажу као резерву, већ уграђују у плодове и семена. Сунцокрет, на пример, у току године произведе око 600 грама суве масе, док младица букве за исто време произведе тек 2,5 g. Једногодишње биљке се одликују брзим развојем и растом, али најпре стварају већи број листова који активно фотосинтетишу. Овакав животни циклус има својих предности; ефикасно искоришћавање ресурса у кратким повољним периодима (који се понекад могу и понављати) омогућава им да лако „освајају“ станишта која су огољена (ерозијом или плављењем) или рудерална станишта. Само трајање циклуса је различито у зависности од тога која је врста у питању. Потпун циклус биљке хоћу-нећу траје три недеље. Када донесе семе, биљка се осуши.

## Класификација
Класификацију животних форми на основу продукције и улагања фотосинтата предложили су Шулц, Ларчер, Ламберс и још неки аутори:
- једноћелијски аутотрофни организми
- једногодишње биљке
- двогодишње и вишегодишње зељасте биљке
- вишегодишње дрвенасте биљке